# ニデック (医療機器メーカー)
株式会社ニデック（英: NIDEK CO., LTD.）は、愛知県蒲郡市に本社を置く主に眼科医療機器の開発・製造・販売、レンズ、光学部品フィルター類のコーティング加工および人工視覚の研究開発などを行っている医療機器メーカーである。眼科医療機器分野で特化し、世界100か国以上に販売。国内の眼鏡店の検査　加工機器のシェアは50％を越えている。

## 概要
ニデックは1971年（昭和46年）7月7日に従業員数名で設立された。創業当初は「目」という分野に絞って事業展開してきたが、近年では「目と身体」というように、「目」とそれ以外の新しい分野に積極的に取り組むことになった。1996年（平成8年）に事業ドメイン「Eye & Health Care」を制定して、事業領域の展開を図っている。2021年には創業50周年を迎え、ロゴマークを刷新。
販売拠点は日本国内（13拠点）のみならず海外へも展開しているにもかかわらず、製造・開発拠点は愛知県蒲郡市に集中している。現在、市内に5工場を有する。なお、輸出比率は60％近く、ニデックの製品は世界中のドクター、眼鏡店等で見ることができる。有名な機器は「気球の見える機器」こと自動視力測定器（オートレフケラトメーター、AR等）がある。また、眼科専用電子カルテ「NAVIS（ネイビス）」も多くの眼科医で利用されている。
2001年に人工視覚研究所を設立し、人工網膜システムの研究開発を継続中。近年では眼科領域における国内初の再生医療等製品を発売。
角膜の屈折度を測定する「オートレフラクトメータ」などニデックが製造する眼科測定機器で利用されている画像「気球チャート」は、眼科検査で目にする「目が良い人には分からない画像」といった形でSNSで話題に上がる。その一方、この画像はニデックの著作物ではあるものの、無断使用された例もある。
また、ゲーミング用メガネG-Squareを製造販売している。

## 主な事業内容
- 医療分野
  - 眼科医向け、検査・診断装置、眼内レンズ、手術装置の開発・設計・製造・販売・修理および輸出入   再生医療等製品
- 眼鏡機器分野
  - 眼鏡店向け自動検眼システム、測定機、加工機の開発・設計・製造・販売・修理および輸出入
- コーティング分野
  - 光学フィルム　眼鏡レンズのコーティング・販売および輸出入
- 研究分野
  - 人工視覚の研究開発

## 社名の由来
小澤秀雄を始めとする創業メンバーが日本を代表する有名な企業、世界に羽ばたく企業になることを願い命名した。当時、創業者が留学したロチェスター大学の周辺には、コダック、ゼロックスといった世界的な光学メーカーがあり、社名を決める際、これらの影響を受けた。日本の「NI」、電子技術の「DE」、光学の「K」で「NIDEK」としている。

## 事業所

### 国内
- 本社（愛知県蒲郡市拾石町前浜34番地14）
- 東京（東京都文京区本郷三丁目22番5号　住友不動産本郷ビル）
  - アイケア事業部　国際営業部
  - アイケア事業部　東京営業課
- 工場
  - 拾石工場（愛知県蒲郡市拾石町前浜34番地14、本社内）拾石工場第7棟
  - 浜町工場（愛知県蒲郡市浜町67番地4）浜町工場研究棟
  - 鶴ヶ浜工場（愛知県蒲郡市浜町23番地1）
  - 東浜工場（愛知県蒲郡市浜町73番地1）
  - 大沢工場（愛知県蒲郡市形原町大沢27番地4）
- 国内拠点
  - 札幌、仙台、埼玉、千葉、東京、横浜、蒲郡、金沢、京都、大阪、高松、広島、福岡

### 海外（現地法人）駐在員事務所
- NIDEK INC.（アメリカ）
- NIDEK S.A.（フランス）
- NIDEK TECHNOLOGIES S.R.L.（イタリア）
- NIDEK MEDICAL S.R.L.(イタリア）
- NIDEK DO BRASIL
- 尼徳克医療器械貿易（上海）有限公司
- NIDEK SINGAPORE PTE. LTD.
- NIDEK KOREA CO., LTD.
- 尼徳克医療器械（常熟）有限公司
- ドバイ　駐在員事務所

## 沿革
- 1971年（昭和46年）
  - 7月7日 - ニデック設立。
  - 8月8日 - 創業。

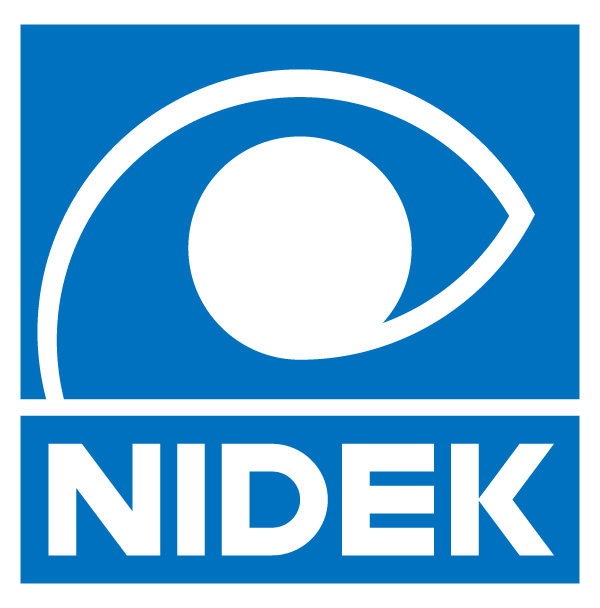
旧ロゴ(～2020）

- 1973年（昭和48年）5月 - 国産初の光凝固装置（レーザー手術装置）を発表。
- 1974年（昭和49年）6月 - マルチコート生産開始。
- 1976年（昭和51年）3月 - 拾石工場を新設。
- 1977年（昭和52年）5月 - 国産初のアルゴンレーザー光凝固装置を発表。
- 1979年（昭和54年）4月 - ニデック販売設立。
- 1982年（昭和57年）12月 - ニデックINC.（米）を設立。
- 1984年（昭和59年）8月 - 浜町工場を新設。
- 1985年（昭和60年）6月 - 眼内レンズ発売開始。
- 1986年（昭和61年）
  - 5月 - ヤグレーザー手術装置を発表。
  - 9月 - 15周年を記念して蒲郡市へ眼科医療機器を寄贈。
- 1988年（昭和63年）
  - 4月 - ニデックS.A.（仏）を設立。
  - 11月 - ニデックテクノロジーズINC.（米）を設立。
- 1989年（平成元年）
  - 1月 - 超音波白内障・硝子体手術装置を発表。
  - 2月 - 東京事務所開設（国際部）。
  - 9月 - パターンレスエッジャーを発表。
  - 11月 - 鶴ヶ浜工場を新設。
- 1991年（平成3年）4月 - 立体眼底カメラ3-DXを発表。
- 1992年（平成4年）
  - 5月 - ノンコンタクトトノメーターを発表。
  - 6月 - エキシマレーザー1号機完成。
- 1996年（平成8年）
  - 9月 - ニュードメイン「Eye & Health Care」発表。
  - 10月 - 東浜工場を新設。
- 1997年（平成9年）6月5日 - ISO9001認証取得。
- 1998年（平成10年）
  - 4月 - エキシマレーザーPTK手術で厚生省の承認を取得。
  - 7月15日 - 眼科医療用医薬品の販売を開始。
- 1999年（平成11年）2月 - INAX、富山化学工業、並びに三菱UFJキャピタルとの共同出資により、技術ベースに再生医療を事業領域とする企業として「ジャパン・ティッシュ・エンジニアリング（現：ジャパン・ティッシュエンジニアリング）」を愛知県蒲郡市に設立。生物工学研究所を新設。
- 2000年（平成12年）
  - 1月 - エキシマレーザーPTK手術に続きPRK手術で厚生省の承認を取得。
  - 4月 - エキシマレーザーLASIK手術で米国FDAの承認を取得。
  - 7月 - 大沢工場を新設。 12月28日 - ISO14001認証取得。
- 2001年（平成13年）
  - 4月 - ニデックテクノロジーズアメリカINC.（アメリカ合衆国）、ニデックテクノロジーズSRL（イタリア）を設立。
  - 8月 - 人工視覚研究所を立ち上げ、人工視覚開発に着手。
- 2002年（平成14年）1月 - ニデックテクノロジーズSRLドイツ支店を開設。
- 2003年（平成15年）9月 - 次期眼科診断機器の開発の契約をハーバード大学スケペンス研究所と締結。
- 2004年（平成16年）
  - 3月 - 愛知県内の製造業で独自の技術を持ち、全国的にもトップクラスの企業を選ぶ愛知ブランド企業に認定される。
  - 4月 - ニデック、ニデック販売が合併。
  - 5月 - 代表取締役 小澤秀雄が「旭日小綬章」を受賞。
- 2005年（平成17年）7月 - 2005年日本国際博覧会「愛・地球博」NEDO（独立法人 新エネルギー・産業技術総合開発機構）パビリオンにて、人工視覚の試作機を展示。
- 2006年（平成18年）
  - 4月 - NIDEK INC.と、NIDEK TECHNOLOGIES AMERICA INC.が合併。
  - 12月 - 北京に駐在員事務所を新設。
- 2007年（平成19年）11月 - 眼鏡店向け“サポートセンター”開設。ドバイに駐在員事務所を新設。
- 2008年（平成20年）
  - 6月 - 代表取締役会長に小澤秀雄、代表取締役社長に小澤素生が就任。
  - 12月 - 浜町工場 第2棟を新設。
- 2009年（平成21年）
  - 6月 - 創業者 小澤秀雄が逝去。享年79歳。
  - 7月 - 光干渉断層計 RS-3000を発売。
  - 10月 - 最終消費者向けにコーティング製品のWeb販売を開始。
- 2010年（平成22年）
  - 6月 - 上海に駐在員事務所を新設。
  - 9月 - NIDEK DO BRASIL（ブラジル）を設立。
  - 11月 - 2010年日本APECにおける展示事業「JAPAN EXPERIENCE ～日本の知恵と技術の体験空間～」にて、ネックスロードシステム「NZ-1」を政府展示として出品。
- 2012年（平成24年）7月 - 上海に現地法人を設立
- 2014年（平成26年）10月 - シンガポールに現地法人を設立
- 2017年（平成29年）11月 - 地震で倒壊したネパールの学校再建を支援
- 2018年（平成30年）
  - 3月 - 韓国に現地法人設立
  - 11月 - 中国（常熱）に現地法人設立
  - 12月 - 経済産業省より「2018年度地域未来牽引企業」に選定
- 2019年（令和元年）
  - 2月 - フルオートオートレフケラトメータ/オートレフラクトメータ ARK-F/AR-Fを発売
  - 7月 - 共焦点走査型ダイオードレーザ検眼鏡 Miranteを発売
- 2020年（令和2年）7月 - 自家培養角膜上皮 ネピックを発売
- 2021年（令和3年）
  - 4月 - 50周年を機にコーポレートシンボルマークを新設、ロゴマークを刷新。
  - 8月 - 創業50周年 記念式典を開催
  - 12月 - 国内第2号の自家培養口腔粘膜上皮　オキュラルを発売。
- 2022年（令和4年）7月 - 子会社による株式取得を通じ、NIDEK MEDICAL S.R.L.（イタリア）を孫会社化。

## アクセス
- JR東海道本線三河塩津駅・名鉄蒲郡競艇場前駅から徒歩約15分
- JR蒲郡駅から車で約10分